# Hylaeus unicus
Hylaeus unicus är en biart som först beskrevs av Perkins 1899.  Hylaeus unicus ingår i släktet citronbin, och familjen korttungebin. Inga underarter finns listade i Catalogue of Life.